# Identidade linguística
Identidade linguística lhe permite considerar-se pertencente a uma determinada comunidade que é falante da sua língua natural. Nesta perspectiva, a comunidade conforma os seus valores e você conforma os valores da mesma. A língua de um grupo é o que caracteriza de forma mais profunda a sua identidade, influenciado pelo recurso simbólico da linguagem o que nos leva a compreensão da relação intrínseca entre a linguagem em si e nós mesmos.
Segundo Le Page: “todo ato de fala é um ato de identidade. A linguagem é o índice por excelência da identidade e as escolhas linguísticas são processos inconscientes que o falante realiza associado às múltiplas dimensões constitutivas da identidade social e aos múltiplos papéis sociais que o usuário assume na comunidade de fala, mas o que determina a escolha de uma ou outra variedade é a situação concreta de comunicação.” 
Para alguns autores, a identidade linguística se constrói na interação comunicativa e depende de fatores como: conduta, afetivos, cognitivos, os quais se materializam através das atitudes linguísticas. São esses fatores que permitem aos indivíduos mostrarem a sua identidade e a sua avaliação com respeito a própria forma da fala de si, e a fala dos outros. 
A identidade linguística se baseia na própria identidade da linguagem que os falantes usam, especialmente na sua língua nativa, materna. 
Para Schiffrin (1996) os discursos pessoais são uma lente linguística através da qual se pode descobrir as visões que as pessoas têm sobre si mesmas, sobre os outros, sobre a estrutura social e a posição em que os falantes estão imersos. Para alguns outros pesquisadores (Wodak, 1999, Archakis e Tzanne 2005) identidades são transformadas e negociadas através do discurso. Entende-se, então, pela identidade linguística, o vínculo que o indivíduo cria com a comunidade de fala da qual ele se torna membro, e cuja variedade de linguagem ele adota como sua. Portanto a identidade linguística não é inata, mas sim uma configuração a partir do desenvolvimento nas relações dialéticas sendo transformadas nos aspectos da vida biológica, material e social. 
Um falante não constrói uma identidade linguística única e unificada para diferentes situações comunicativas. Ao contrário, constrói identidades linguísticas múltiplas e complexas, como os mesmos atos de interação comunicativa.
Conforme Purdie, os falantes modificam sua fala nas interações com os outros para reduzir ou acentuar as diferenças entre eles e seus interlocutores. Desta forma, os falantes podem promover relações harmoniosas adotando os modelos de fala de seus interlocutores; alternadamente, os falantes podem fomentar seu próprio modelo discursivo (Taylor 2005).

## Identidade linguística e cultura
De acordo Gomes (2008), o idioma está umbilicalmente ligado ao conceito de cultura, estando incorporado como um elemento que faz parte da essência do indivíduo. O idioma tem relação com a noção de pertencimento à comunidade pelo indivíduo; o direito de se expressar em sua própria língua está ligado à noção de identidade.
Como língua e cultura são indissociáveis, também a identidade linguística é relevante para a Identidade cultural, porque o uso da própria língua é uma maneira de praticar sua cultura e mantê-la viva.
Segundo Rajacopalan (1998), “a identidade de um indivíduo se constrói na língua e através dela”, ou seja, identidade é mutável e recíproca com a língua. Ambas, língua e identidade são inter-relacionadas. 

## Identidade linguística e globalização
O mesmo autor defende, que a globalização tem implicações significativas sobre como esses aspectos se desdobram. Identidade linguística torna-se central na globalização devido ao fato de que o movimento de pessoas, ideias, produtos e formas culturais através das fronteiras nacionais intensifica o contato entre as línguas e as culturas. 
Atualmente os debates em torno da identidade linguística no mundo global questionam dois pontos: se a globalização leva para uma maior homogeneidade de língua e cultura em todo mundo (influenciada pelas línguas mais usadas - língua inglesa, língua castelhana, entre outras), ou se atem em uma ênfase renovada nas línguas locais (euskera, galego, entre outras).
Nunca na história da humanidade a identidade linguística das pessoas esteve tão sujeita como nos dias de hoje às influências estrangeiras, segundo Rajagopalan, inclusive volatilidade e instabilidade são marcas registradas da identidade linguística. 
Já é reconhecida a importância do conceito da identidade linguística, tanto que a mesma está protegida na própria Declaração Universal dos Direitos Humanos. Esta declaração defende o direito e o respeito à identidade linguística de toda e qualquer comunidade de fala, afirma Hamel (2003). 